# Guerao Abarca Bergüa
Guerao Abarca Bergüa (Gavín, c. 1260 - Gavín, 1328). VI Señor de Gavín y cabeza de la rama principal de los Abarca. Por la rama de su abuela paterna, era bisnieto de Guerau IV de Cabrera,  vizconde de Cabrera, Áger y conde intruso de Urgel, de quien probablemente Guerao tomó el nombre, hasta entonces inédito en la familia Abarca.

## Biografía
Hijo de Sancho Abarca Cabrera, señor de Gavín, y Violante de Bergüa. Sucedió a su padre en 1283. Su hermano fue Alonso Abarca Fernández de Bergüa casado el 25 de julio de 1282 con Juana Martínez de Bolea, siendo estos el tronco de la rama de los Abarca de Bolea.
Posiblemente su primera participación bélica fue el Sitio de Siracusa de 1298, donde aparece por el pago de 2.913 sueldos jaqueses que le debía el rey Jaime II por la aportación de cinco caballos. En este documento Guerao aparece además con dos hermanos suyos llamados Pedro y Rui Pérez.
Guerao participó en el fallido sitio de Almería (1309) junto a su hijo Pedro, de cuyos servicios recibió 800 sueldos jaqueses.También tomó parte en la Campaña de Cerdeña de 1323,capitaneando una compañía de cuatro caballeros.
Según el Memorial de los Abarca, de José Pellicer, Guerao falleció en el año 1328.

## Matrimonio y descendencia
Guerao contrajo matrimonio con su sobrina Geralda Puigvert, hija de una prima hermana suya llamada Gaia de Moncada Abarca casada con Pedro de Puigvert, quien a su vez era nieta materna de Rodrigo Abarca y Sibila de Cabrera, los abuelos paternos de Guerao. Guerao y Geralda tuvieron los siguientes hijos:
- Su sucesor Pedro Abarca Puigvert, señor de Gavín de 1328 a 1357, que contrajo matrimonio con Teresa de Luna Alagón, con sucesión;

- Martín Abarca Puigvert, quien estuvo al servicio del conde Enrique de Trastámara,[8]futuro Enrique II de Castilla, y en 1356 estaba defendiendo la ciudad de Toro de las tropas de Pedro I el Cruel en el marco de la primera guerra civil castellana,[9] en la cual el rey perdonó la vida de Martín cuando Toro cayó, al defender este la vida de su hermano Juan Alfonso de Castilla un imberbe de 14 años. El 18 de enero aparece documentado nuevamente con ocasión del pago de 15.000 sueldos jaqueses que Pedro IV les hacía efectivos a él y su sobrino Juan Abarca Luna de los 50.000 que les debía con ocasión de sus servicios en la recién iniciada guerra de los Dos Pedros.[10]Pero otra vez volvieron a encontrarse Pedro I y Martín Abarca en 1357 en el transcurso de la guerra entre Castilla y Aragón, cuando el rey castellano asedió y tomó el castillo de Los Fayos, defendido por Martín, a quien el rey ajustició.[11] [12]

- Guillén Abarca Puigvert, que participó en la Campaña de Cerdeña de 1355;[13]

- Leonor Abarca Puigvert.[14]